# BeV StroganoV
BeV StroganoV est une artiste, travestie, actrice, présentatrice et créatrice de mode allemande née le 27 mars 1963. Active sur la scène queer berlinoise depuis les années 1980, elle se définit comme une Tunte (litt : tantouze) et s'est engagée très tôt dans la lutte contre le VIH/Sida et la sérophobie, entre autres aux côté de Rosa von Praunheim, Tima die Göttliche et Ovo Maltine.

## Biographie

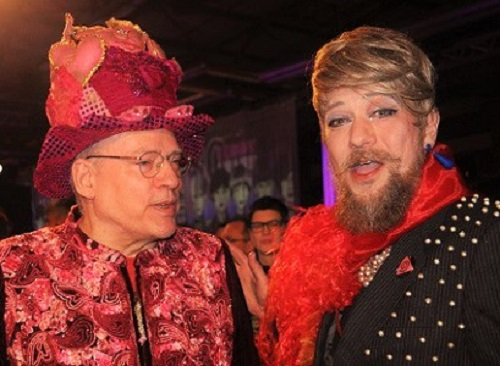
Rosa von Praunheim et BeV StroganoV au Teddy Award de 2016

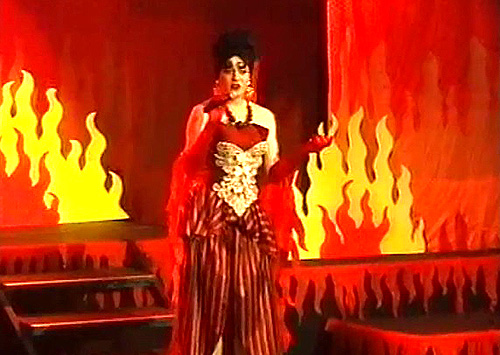
BeV StroganoV a animé le Oz Party Show (ErOz) à Berlin en 2000

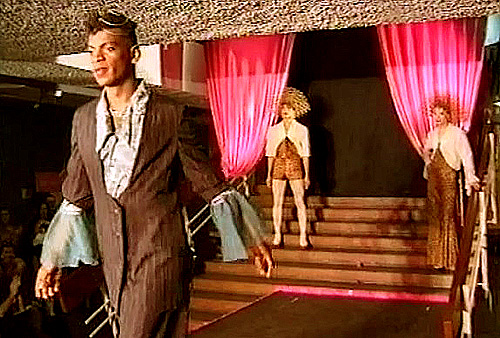
BeV-Design : Défilé de mode à l'Académie des Arts de Berlin en 1997

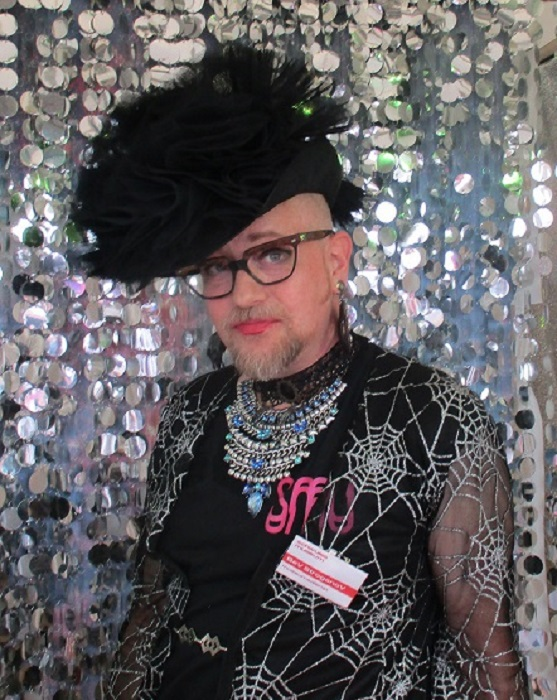
BeV StroganoV, au Schwullesbisches Stadtfest de Berlin en 2018

Le personnage de BeV StroganoV nait en 1985 à Berlin-Ouest au sein de l'ensemble travesti « Ladies Neid » fondé par Tima die Göttliche, Melitta Poppe, Chou-Chou de Briquette, Melitta Sundström, Ichgola Androgyn et Pepsi Bostonet. Toutes s'identifient et se reconnaissent dans la figure de la Tunte, équivalent français de la folle ou de la pédale éfféminée, ancrée dans les luttes d'émancipation homosexuelle et radicalement opposée au courant assimilationniste.
La même année, BeV joue pour la première fois au cinéma dans le film Ein Virus kennt keine Moral de Rosa von Praunheim, dont elle conçoit aussi les costumes.
Après une courte formation au sein de la fondation publique Lette-Verein, elle organise dès 1987 les BeV-Design, ses premiers défilés de mode sur la scène du SchwuZ et devant le légendaire Café Swing sur la Nollendorfplatz. Les shows s'enchainent alors, aussi bien au Salon de la mode OFF-Line de Berlin, Hambourg et Francfort, qu'au Das Kostüm '97 de Berlin, Rostock et Hambourg. Elle y fait entre autres défiler ses amies de Ladies Neid, et propose une mode résolument queer.
En 1988, BeV et Ichgola Androgyn ouvrent à Berlin-Ouest le « Drag-Store » un magasin de mode essentiellement pensé pour les Tunten, ainsi que le « D-Kor », une boutique de décoration pour grands évènements. 
Elle est en parallèle active pendant les trois années suivantes dans l'organisation de la CSD de Berlin, avec un programme de spectacle au Tempodrom et des actions pour Act Up.
En 1990, elle participe à l'élaboration du premier Teddy Award-Show, accompagnée par Manfred Salzgeber, Wieland Speck et la librairie gay et lesbienne Prinz Eisenherz. 
BeV & Ades Zabel dessinent pour le SchwuZ l'affiche Schwule Wut (rage gay) sur laquelle est inscrite le numéro d'urgence pour les victimes d'agressions homophobes. Elle réalise également l'affiche Demo gegen § 175 (manif contre le paragraphe 175) avec le graphiste Jörg Garbe. En 1991, une partie de ses dessins sont exposés à la galerie Lou Lou Lazard, 
La même année, le réalisateur Rosa von Praunheim lui demande d'être présentatrice pour son émission TV Schrill, Schräg, Schwul (Décalé, Bizarre, Pédé) diffusée sur FAB. Elle anime dans la foulée l'émission andersrum de la société de production cineplus.
En 1992, elle joue les deux rôles principaux dans le film Liebe, Eifersucht und Rache de Michael Brynntrup, présenté en avant-première à la Berlinale et récompensé dans plusieurs festivals de cinéma. En 1993, Corny Littmann l'engage en tant que styliste pour la comédie musicale Cabaret jouée au Schmidt-Tivoli d'Hambourg. En août de la même année, elle est invitée au NDR Schmidt-Show pour discuter travestissement avec Romy Haag et Gordy (Reiner Kohler). 
Si elle est dès le début engagée dans la lutte contre le VIH/sida et la sérophobie, elle est à l'origine de nombreuses initiatives à partir du milieu des années 1990. En 1994, BeV et Ovo Maltine organisent un défilé caritatif nommé Fashion for AIDS à la Volksbühne de Berlin, avant d'enchainner l'année suivante sur les deux show Walk for Life et Staying alive. Elles apparaissent également dans le reportage de Tita von Hardenberg qui présente la situation dans les services hospitaliers dédiés aux malades du sida. Elles se produisent chaque semaine dans le salon rouge de la Volksbühne sous le nom de N'acht'schwestern avec les titres Das Weinen hat ein Ende et HIV à la Carte.
À partir de mai 2000, BeV devient l'hôtesse des Oz-queerwonderworld, des soirées mensuelles transpédégouine installées sur la Schloßplatz, au cœur de l'Île aux Musées de Berlin. 
Le manager de BeV, qui s'est également occupé de Shequida Ryzell, Ingrid Caven et Nina Hagen, lui offre une couverture médiatique de choix : il existe ainsi plus d'une cinquantaine de reportages télévisés sur les événements qu'elle organise, ainsi que plusieurs portraits télévisés. En 2001, Rosa von Praunheim réalise le documentaire Tunten lügen nicht (Les tantouzes ne mentent pas) sur la vie de BeV, Ovo Maltine, Ichgola Androgyn et Tima die Göttliche. Le film, présenté pour la première fois à la Berlinale de 2002, fait connaître les quatre artistes auprès du grand public.
Après la mort d'Ovo Maltine en février 2005, BeV s'engage bénévolement pendant 10 ans dans l'association EFEU, qui s'engage à entretenir l'ancien cimetière Saint-Matthieu dans lequel elle est enterrée avec d'autres personnalités queer berlinoises.

Depuis 2016, BeV tient à jour le site internet Tuntenmuseum, qui retrace la vie et le parcours artistique, amoureux et militant des tapettes berlinoises des années 1980–1990. Sa chaîne Youtube propose également des vidéos d'anciens shows et émissions TV auxquelles elles ont participé. Depuis mi-2016, BeV travaille bénévolement au Schwules Museum de Berlin. Ses photographies et dossiers de presse sont quant à eux archivés depuis 2015 au Jacob-und-Wilhelm-Grimm-Zentrum (Humboldt-Universität zu Berlin).

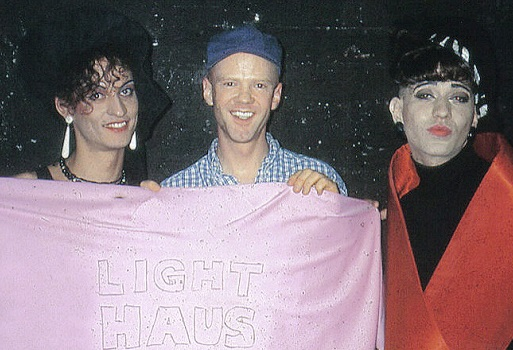
Ovo Maltine, Jimmy Somerville et BeV Stroganov avec le t-shirt Triangle Rose pour l'hospice « Lighthaus » en 1994

## Filmographie (sélection)
- Ein Virus kennt keine Moral de Rosa von Praunheim (1985)
- Ludwigs Lust / ein Sissi-Film de Eckhard Pohlmann (1986.
- Anita – Tänze des Lasters de Rosa von Praunheim (1987
- Feuer unterm Arsch (AIDS-Trilogie) de Rosa von Praunheim (1990)
- Liebe, Eifersucht und Rache de Michael Brynntrup (1991)
- Neurosia de Rosa von Praunheim (1994)
- 100 Jahre schwuler Mut de Rosa von Praunheim (1997)
- Tunten lügen nicht de Rosa von Praunheim (2002)
- Das Ovo de Michael Brynntrup et Ludger Wekenborg (2005)

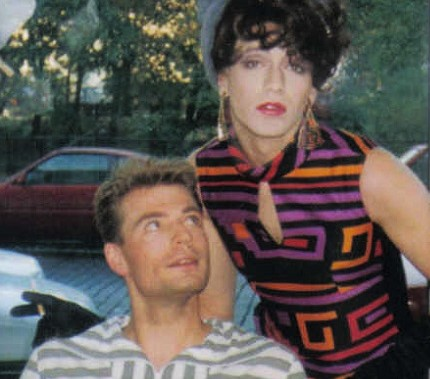
David Wilms & BeV StroganoV sur andersrum-TV en 1991

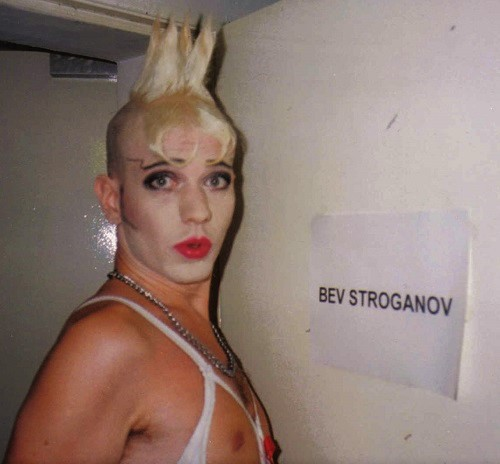
BeV StroganoV au NDR Schmidt Show en 1993

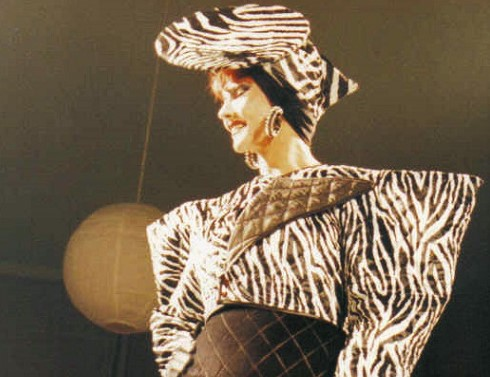
BeV-Design : Le Costume '97 avec l'invitée vedette Romy Haag